# Gal Mekel
Gal Mekel (hebr. גל מקל, ur. 4 marca 1988 w Petach Tikwie) – izraelski koszykarz występujący na pozycji rozgrywającego. Wielokrotny reprezentant Izraela, uczestnik Mistrzostw Europy w Koszykówce Mężczyzn 2009 i Letniej Uniwersjady 2009. Były reprezentant Izraela w różnych kategoriach juniorskich. Posiada także polskie obywatelstwo, obecnie zawodnik MoraBanc Andorra.

## Życiorys
Gal Mekel rozpoczynał swoją karierę koszykarską w 2006 w występującym w NCAA zespole Uniwersytetu Wichita State. W ciągu dwóch sezonów w dywizji I NCAA zagrał w 62 meczach, w których w sumie zdobył 413 punktów. Początkowo był rezerwowym, jednak w drugim sezonie (2007/2008) w zespole Uniwersytetu Wichita State został podstawowym zawodnikiem drużyny. Należał wówczas do czołowych podających w swojej konferencji. Po zakończeniu studiów, w 2008, powrócił do Izraela, gdzie podpisał kontrakt z Maccabi Tel Awiw. Wkrótce później został wypożyczony do występującego w Izraelskiej Super Lidze klubu Hapoel Gilboa Gelil Eljon, gdzie początkowo był rezerwowym. Pod koniec 2008 roku został podstawowym zawodnikiem tego zespołu, a w kwietniu 2009 został wybrany koszykarzem miesiąca w izraelskiej lidze. Dzięki dobrym występom po zakończeniu sezonu 2008/2009 powrócił do Maccabi Tel Awiw. W klubie tym wystąpił w 4 meczach ligowych, jednak nie został podstawowym zawodnikiem zespołu, w związku z czym ponownie został graczem klubu Hapoel Gilboa Gelil Eljon. W zespole tym występował do końca sezonu 2010/2011. W lipcu 2011 podpisał kontrakt z Benettonem Treviso.
W sezonie 2008/2009 został wybrany debiutantem roku w Izraelskiej Super Lidze. W sezonie 2009/2010, wraz z klubem Hapoel Gilboa Gelil Eljon, zdobył mistrzostwo Izraela. W sezonie 2010/2011 został wybrany MVP sezonu Izraelskiej Super Ligi. 
11 lipca 2013 podpisał trzyletni kontrakt z Dallas Mavericks. 29 października 2014 został przez nich zwolniony. 5 grudnia 2014 podpisał kontrakt z New Orleans Pelicans, jednak po wystąpieniu w czterech meczach, 19 grudnia, został przez nich zwolniony.
Wraz z reprezentacją Izraela wystąpił w Mistrzostwach Europy w Koszykówce Mężczyzn 2009. Zagrał w sumie w 3 meczach, w których zdobył 21 punktów. Ponadto wielokrotnie reprezentował swój kraj w turniejach juniorskich – w 2004 roku grał w mistrzostwach Europy do lat 16, dwa lata później wystąpił w mistrzostwach Europy do lat 18, zaś w latach 2007 i 2008 grał w mistrzostwach Europy do lat 20.
8 października 2018 dołączył do Zenitu Petersburg.
4 marca 2020 został zawodnikiem hiszpańskiej Unicaji Malaga. 11 października 2021 zawarł umowę z MoraBanc Andorra.

## Osiągnięcia
Stan na 12 października 2021, na podstawie, o ile nie zaznaczono inaczej.
Klubowe
- 2–krotny mistrz Izraela (2010, 2013)
- Zdobywca pucharu stanowego Izraela (2016, 2017)
- Finalista superpucharu Hiszpanii (2017)
- 3. miejsce w pucharze Hiszpanii (2018)
- 4. miejsce w lidze VTB (2019)

Indywidualne
- MVP:
  - ligi izraelskiej (2011, 2013)
  - finałów ligi izraelskiej (2013)
  - pucharu stanowego Izraela (2016, 2017)
- Laureat nagrody dla wschodzącej gwiazdy ligi izraelskiej (2009)[15]
- Uczestnik meczu gwiazd ligi izraelskiej (2011)
- Odkrycie roku ligi izraelskiej (2009)
- Zaliczony do I składu ligi izraelskiej (2011, 2013, 2016)
- Lider ligi izraelskiej w asystach (2011, 2016)

Reprezentacja
- 2–krotny uczestnik Eurobasketu (2009, 2011)

## Życie prywatne
Gal Mekel urodził się 4 marca 1988 w Petach Tikwie. Ma 4 braci i 2 siostry. Posiada obywatelstwo izraelskie i polskie. Dziadkowie Mekela od strony matki mieszkali w Warszawie i nosili nazwisko Kruszecki. Z kolei rodzina od strony ojca mieszkała w Łodzi.